# تفجير بغداد 27 كانون الثاني 2012
بغداد 27 يناير 2012: قتل 32 شخصا على الأقل وأصيب 71 في هجوم انتحاري بسيارة مفخخة استهدف المسلمين الشيعة. فجرالإنتحاري سيارته في خيمة عزاء في حي الزعفرانية جنوب بغداد. العزاء كان لوسيط عقارات كان قد قتل على يد مسلحين مجهولين قبل يوم واحد من التفجير 